# Martin Rasch
Martin Rasch (* 1974 in Landshut) ist ein in München lebender deutscher Pianist.

## Biographische Daten
Martin Rasch studierte an der Münchner Hochschule für Musik und Theater bei Rainer Fuchs, Hugo Steurer und Gerhard Oppitz. Wichtige Anregungen erhielt er außerdem von Alfred Brendel.
1991 wurde Martin Rasch der Kulturförderpreis der Stadt Straubing verliehen, 1996 gewann er den 6. Internationalen Klavierwettbewerb A.M.A. Calabria mit einem erstmals vergebenen ersten Preis. 2002 wurde er mit dem E.ON-Kulturförderpreis Ostbayern ausgezeichnet. 2004 ehrte ihn der Freistaat Bayern mit dem Bayerischen Kunstförderpreis.
Martin Rasch stellt sich immer wieder besonderen künstlerischen Herausforderungen: So erregte er in München 1997 Aufsehen, als er an einem Abend alle 24 Etüden von Frédéric Chopin spielte. Besondere Beachtung fand auch seine Interpretation der drei letzten großen Sonaten von Franz Schubert.
Im Rahmen der Jahrtausendfeierlichkeiten spielte er zusammen mit den Münchner Symphonikern an drei Abenden die fünf Klavierkonzerte von Ludwig van Beethoven. Seit diesem Zyklus verbindet ihn mit diesem Orchester eine regelmäßige Zusammenarbeit u. a. mit Klavierkonzerten von Johannes Brahms und Sergei Rachmaninow. Einen weiteren Höhepunkt stellte 2002 die Aufführung von Chopins zweitem Klavierkonzert in einem Open-Air-Konzert im Brunnenhof der Münchner Residenz dar. Im Dezember 2005 spielte er im ausverkauften Münchner Herkulessaal das zweite Klavierkonzert von Johannes Brahms.
Die Werke Ludwig van Beethovens nehmen in seinem breit gefächerten Repertoire eine herausragende Stellung ein. Wiederholt präsentierte er die komplette Serie der 32 Klaviersonaten, zuletzt in einem gefeierten Beethoven-Zyklus im Großen Konzertsaal der Hochschule für Musik und Theater München. Der Rektor der Hochschule, Siegfried Mauser, hielt Einführungsvorträge zu den Konzerten. 2004/05 folgten sehr erfolgreiche Aufführungen der wichtigsten Variationswerke Beethovens, darunter die Eroica-Variationen und die Diabelli-Variationen.
Beim Label Organum Classics ist eine CD mit einem Live-Mitschnitt der Hammerklaviersonate sowie der Sonate op. 109 von Beethoven erschienen. Eine Aufnahme der Klaviersonate von Julius Reubke und verschiedener Werke von Franz Liszt ist in Vorbereitung. Für den Bayerischen Rundfunk nahm er die Klaviersonate des Komponisten und Dirigenten Hans Stadlmair auf.
Seit 2002 unterrichtet er an der Hochschule für Musik und Theater München. Darüber hinaus hält er immer wieder Meisterkurse, beispielsweise 2003 einen Kurs für koreanische Klavierstudenten oder 2004 einen Beethoven-Kurs im Rahmen der Münchner Meisterkurse.